# Eddie Johnston
Edward Joseph „Eddie“ Johnston (* 24. November 1935 in Montréal, Québec) ist ein ehemaliger kanadischer Eishockeytorwart, -trainer und -funktionär. Während seiner aktiven Karriere absolvierte er zwischen 1962 und 1978 über 600 Partien für die Boston Bruins, Toronto Maple Leafs, St. Louis Blues und Chicago Black Hawks in der National Hockey League. Den Großteil dieser Zeit verbrachte er bei den Bruins, mit denen er in den Playoffs 1970 und 1972 den Stanley Cup gewann. Nach seiner aktiven Laufbahn war er unter anderem als Cheftrainer der Black Hawks und der Pittsburgh Penguins sowie als General Manager der Penguins und der Hartford Whalers tätig.

## Karriere

### Als Spieler

#### Anfänge
Eddie Johnston wurde in Montréal geboren und spielte dort in seiner Jugend für die Montréal Jr. Royals sowie die Trois-Rivières Reds. Zur Saison 1956/57 wurde er von den Boston Bruins aus der National Hockey League (NHL) verpflichtet, lief allerdings vorerst in diversen Minor Leagues auf. Von den folgenden sechs Jahren verbrachte er drei Spielzeiten in der Western Hockey League (WHL) und hütete dort für die Winnipeg Warriors, Edmonton Flyers und Spokane Comets das Tor, wobei er 1962 ins WHL Second All-Star Team berufen wurde. Die anderen drei Jahre spielte er im Osten des Kontinents für die Shawinigan Falls Cataractes, die Greensboro Generals und Johnstown Jets sowie für die Hull-Ottawa Canadiens. Auch dort beriefen ihn die Eastern Hockey League und die Eastern Professional Hockey League je einmal in ihr First All-Star Team.

#### Boston Bruins
Zur Saison 1962/63 wurde Johnston schließlich ins NHL-Aufgebot der Boston Bruins befördert und stand für das Team in der Folge elf Jahre lang auf dem Eis. Zu Beginn seiner Karriere in der höchsten Liga Nordamerikas waren die Bruins sportlich kaum konkurrenzfähig und belegten mehrfach den letzten Platz unter den Original Six, während Johnston als Stammtorwart zu einem der letzten Torhüter wurde, der alle 70 Spiele einer regulären NHL-Saison absolvierte. Im Laufe der Jahre gingen Johnstons Einsatzzeiten zurück, einerseits, weil die Teams zum heutigen System mit einem Torhüter-Duo übergingen, und zum anderen, weil die Bruins ihm mit Bernie Parent und Gerry Cheevers zwei spätere Hall-of-Fame-Mitglieder zur Seite stellten. Insbesondere Cheevers fungierte zum Ende der 1960er und zum Anfang der 1970er Jahre als unangefochtener Stammtorwart, mit dem die Bruins in den Playoffs 1970 und 1972 den Stanley Cup gewannen. Am zweiten Titelgewinn hatte Johnston allerdings ebenfalls maßgeblichen Anteil, indem er nur eine Partie weniger als Cheevers absolvierte und dabei die gesamte Liga in Siegen (6), Fangquote (93,6 %) und Gegentorschnitt (1,86) anführte. Diese Leistung wurde damit honoriert, dass er zum Aufgebot der kanadischen Nationalmannschaft bei der Summit Series 1972 gehörte, dort allerdings als dritter Torhüter hinter Ken Dryden und Tony Esposito ohne Einsatz blieb. Schließlich endete seine Zeit in Boston, als er im Mai 1973 an die Toronto Maple Leafs abgegeben wurde, womit er Teil eines Transfers wurde, mit dem die Bruins bereits im März gleichen Jahres Jacques Plante verpflichtet hatten. Zu diesem Zeitpunkt hatte nur Tiny Thompson (468) als Torhüter mehr Spiele für Boston absolviert als Johnston (444; gemeinsam mit Frank Brimsek).

#### Toronto, St. Louis und Chicago
Für die Maple Leafs war Johnston nur ein Jahr aktiv, ehe er im Mai 1974 im Tausch für Gary Sabourin zu den St. Louis Blues transferiert wurde. Bei den Blues stand er in den folgenden dreieinhalb Jahren noch einmal regelmäßig auf dem Eis, bevor man ihn im Januar 1978 für eine finanzielle Gegenleistung an die Chicago Black Hawks abgab. Dort bestritt der Torwart seine letzten vier NHL-Partien und beendete in der Folge am Ende der Spielzeit 1977/78 seine aktive Karriere. Insgesamt hatte Johnston in der regulären NHL-Saison 592 Spiele bestritten, womit er zu diesem Zeitpunkt zu den zehn Torhütern mit den meisten Einsätzen der Ligahistorie gehörte.

### Als Trainer und Funktionär

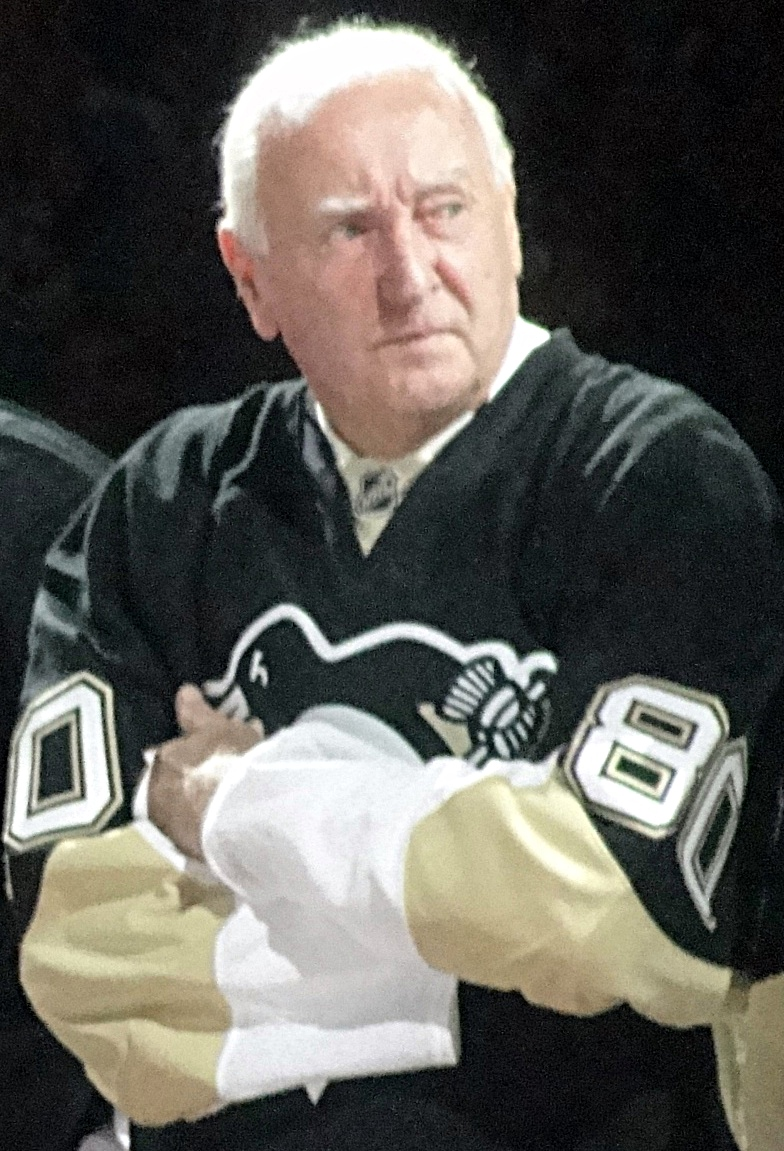
Johnston bei der Zeremonie zum letzten Spiel in der Mellon Arena (2010)

Direkt mit dem Ende seiner aktiven Laufbahn übernahm Johnston zur Saison 1978/79 die Position des Cheftrainers bei den New Brunswick Hawks aus der American Hockey League. Bereits nach einem weiteren Jahr kehrte der Kanadier in die NHL zurück, indem er bei seinem letzten Arbeitgeber, den Chicago Black Hawks, die Nachfolge von Cheftrainer Bob Pulford antrat. Er führte die Black Hawks zum Divisionssieg und ins Viertelfinale der Playoffs, wurde allerdings dennoch durch Keith Magnuson ersetzt, sodass er in gleicher Funktion bei den Pittsburgh Penguins aktiv wurde. In seiner ersten Amtszeit als Headcoach der Penguins führte er das Team in drei Jahren zweimal in die Playoffs, bevor er 1983 die Position des General Managers von Baz Bastien übernahm. Als „GM“ der Penguins verantwortete er unter anderem die Verpflichtung von Mario Lemieux im NHL Entry Draft 1984 und hatte in seinen fünf Jahren an der Spitze des Managements des Teams maßgeblichen Anteil an der Zusammenstellung des Kaders, der 1991 und 1992 den Stanley Cup gewinnen sollte. Johnston selbst teilte diese Erfolge allerdings nicht, da er von 1989 bis 1992 als General Manager der Hartford Whalers fungierte.
Zur Saison 1993/94 kehrte er nach Pittsburgh zurück und trat seine zweite Amtszeit als Cheftrainer des Teams an. In dreieinhalb Jahren führte er die Penguins zu zwei Divisionstiteln sowie 1996 ins Conference-Finale, jedoch gelang es ihm nicht, mit der Mannschaft einen dritten Stanley Cup zu gewinnen, sodass er gegen Ende der Spielzeit 1996/97 entlassen wurde. Bis heute hält Johnston den Rekord für die meisten Spiele als Trainer der Penguins (516), während er in Siegen (232) nur von Dan Bylsma überholt wurde. Den Penguins blieb er allerdings erhalten, indem er fortan als Assistent von General Manager Craig Patrick tätig war. Diese Position hatte er bis 2006 inne, als er in eine beratende Rolle überging und in dieser mit dem Stanley-Cup-Gewinn der Penguins 2009 ein drittes Mal auf der Trophäe verewigt wurde. Anschließend zog er sich aus dem Eishockeysport zurück.

## Erfolge und Auszeichnungen
- 1960 EHL First All-Star Team
- 1961 EPHL First All-Star Team
- 1962 WHL Second All-Star Team
- 1970 Stanley-Cup-Gewinn mit den Boston Bruins
- 1972 Stanley-Cup-Gewinn mit den Boston Bruins

## Karrierestatistik

### NHL-Spielerstatistik
(Legende zur Torhüterstatistik: GP oder Sp = Spiele insgesamt; W oder S = Siege; L oder N = Niederlagen; T oder U oder OT = Unentschieden oder Overtime- bzw. Shootout-Niederlage; Min. = Minuten; SOG oder SaT = Schüsse aufs Tor; GA oder GT = Gegentore; SO = Shutouts; GAA oder GTS = Gegentorschnitt; Sv% oder SVS% = Fangquote; EN = Empty Net Goal; 1 Play-downs/Relegation; Kursiv: Statistik nicht vollständig)

### NHL-Trainerstatistik
(Legende zur Trainerstatistik: Sp oder GC = Spiele insgesamt; W oder S = erzielte Siege; L oder N = erzielte Niederlagen; T oder U = erzielte Unentschieden; OTL oder OTN = erzielte Niederlagen nach Overtime oder Shootout; Pts oder Pkt = erzielte Punkte; Pts% oder Pkt% = Punktquote; Win% = Siegquote; Resultat = erreichte Runde in den Play-offs)